# Severná lúka
Severná lúka (1178 m) – przełęcz w Górach Stolickich (Stolické vrchy) na Słowacji. Znajduje się pomiędzy zachodnim grzbietem szczytu Kyprov (1391 m) a bezimiennym wierzchołkiem 1246 m. Wschodnie stoki przełęczy opadają do doliny potoku Stračanik.
Severná lúka w tłumaczeniu na język polski oznacza Północna Łąka. Rzeczywiście na północno-wschodnich stokach przełęczy znajduje się polana z szałasem. Przez przełęcz prowadzi szlak turystyczny.

## Szlaki turystyczne
Muránska Huta – przełęcz Javorinka – Šumiacka priehyba – Severná lúka – Chata Janka – Slanské sedlo – Harová – Stolica. Odległość 8,8 km, suma podejść 583 m, suma zejść 52 m, czas przejścia 2,50 h.